# 송촌도서관
송촌도서관은 대전광역시 대덕구 송촌로 59(송촌동)에 있는 구립도서관이다. 2010년 5월 3일에 개관하였다.

## 연혁
- 2008년 10월 22일 도서관 건립 계획 수립
- 2009년 5월 13일 도서관 건물 착공
- 2010년 4월 6일 도서관 건물 준공
- 2010년 4월 30일 대전광역시 대덕구 평생학습도서관 관리운영조례시행규칙 일부 개정
- 2010년 5월 3일 송촌평생학습도서관 개관
- 2010년 5월 14일 대전관역시 대덕구 평생학습도서관 도서관리 운영규정 개정관리운영조례 공표